# キト級ミサイル艇
キト級ミサイル艇（キトきゅうみさいるてい、英語: Quito-Class Missile Boat）は、エクアドル海軍のミサイル艇の艦級。西ドイツのリュールセン造船所によって建造され、1976年から1977年にかけて3隻が就役した。2024年時点で、3隻全てが現役である。

## 設計
リュールセン造船所が設計したリュールセン45型高速戦闘艇シリーズの一種である。基準排水量は259トン、全長は45メートルで、乗員は35名。
主機関にはMTU社のディーゼルエンジン4基を搭載し、スクリュープロペラ4軸で推進する。最大速力は40ノット、航続距離は16ノット巡航時で1,800海里である。

## 装備
兵装は、艦首にオート・メラーラ コンパット76ミリ両用砲、艦尾にはエリコン90口径35ミリ連装機関砲を搭載している。主兵装の艦対艦ミサイルは射程42キロメートルの亜音速ミサイルであるエグゾセ MM38で、艇の中央部に発射筒4基を、舷側の斜め前方に向けて2基ずつ設置している。FCSはトムソンCSFのベストセラー製品であるヴェガ・システムの一種で、高速戦闘艇向けモデルであるヴェガ・ポラックスを積んでいる。
レーダーについては、射撃指揮レーダーにトムソンCSFのポラックス、対空/対水上捜索レーダーには同じくトムソンCSFのトリトンを装備している。航海レーダーはデッカ製だったが、のちに古野電気の2115型を装備した。
電子戦装備としてはELISRA NS-9010 ESM装置がある。

## 同型艦
| #           | 艦名                 | 建造所             | 進水            | 就役            | 現況 | 備考 |
| ----------- | -------------------- | ------------------ | --------------- | --------------- | ---- | ---- |
| LM-31→LM-21 | キト Quito           | リュールセン造船所 | 1975年 11月20日 | 1976年 7月13日  | 現役 |      |
| LM-32→LM-23 | グアヤキル Guayaquil | リュールセン造船所 | 1976年 4月5日   | 1977年 12月22日 | 現役 |      |
| LM-33→LM-24 | クエンカ Cuenca      | リュールセン造船所 | 1976年 12月6日  | 1977年 7月17日  | 現役 |      |

## 運用史
1994年から1995年にかけて、「グアヤキル」はエンジンを換装した。
2012年に「キト」が近代化改修を完了し、残る2隻も続いた。35ミリ機関砲から40ミリ機関砲への換装する計画もあったが実施されず、代わりに新型のAHEAD砲弾が発射できるよう改修が行われている。
2013年、艦対艦ミサイルが再整備された。